# Tour de France 2007/3. Etappe
| Etappe 3                          |                    |                         |
| Ergebnis der 3. Etappe            |                    |                         |
| Etappensieger                     | Fabian Cancellara  | 6:36:15 h (35,811 km/h) |
| Zweiter                           | Erik Zabel         | gl. Zeit                |
| Dritter                           | Danilo Napolitano  | gl. Zeit                |
| Vierter                           | Tom Boonen         | gl. Zeit                |
| Fünfter                           | Robert Hunter      | gl. Zeit                |
| Sechster                          | Robert Förster     | gl. Zeit                |
| Siebter                           | Robbie McEwen      | gl. Zeit                |
| Achter                            | Bernhard Eisel     | gl. Zeit                |
| Neunter                           | Mark Cavendish     | gl. Zeit                |
| Zehnter                           | Heinrich Haussler  | gl. Zeit                |
| Kämpferischster Fahrer            | Matthieu Ladagnous | Matthieu Ladagnous      |
| Zwischenstände nach der 3. Etappe |                    |                         |
| Gelbes Trikot                     | Fabian Cancellara  | 15:12:08 h              |
| Zweiter                           | Andreas Klöden     | + 0:33 min              |
| Dritter                           | David Millar       | + 0:41 min              |
| Grünes Trikot                     | Tom Boonen         | 80 P.                   |
| Zweiter                           | Robbie McEwen      | 74 P.                   |
| Dritter                           | Erik Zabel         | 62 P.                   |
| Gepunktetes Trikot                | Stéphane Augé      | 8 P.                    |
| Zweiter                           | David Millar       | 5 P.                    |
| Dritter                           | Freddy Bichot      | 3 P.                    |
| Weißes Trikot                     | Wladimir Gussew    | 15:12:53 h              |
| Zweiter                           | Thomas Dekker      | + 0:06 min              |
| Dritter                           | Benoît Vaugrenard  | + 0:07 min              |
| Teamwertung                       | Team Astana        | 45:38:42 h              |
| Zweiter                           | Team CSC           | + 0:02 min              |
| Dritter                           | Discovery Channel  | + 0:05 min              |

Die 3. Etappe der Tour de France 2007 am 10. Juli war 236,5 Kilometer lang und führte die Fahrer aus dem belgischen Waregem, dem Zielort des Halbklassikers Quer durch Flandern, nach Compiègne, dem Startort des Frühjahrsklassikers Paris–Roubaix, zurück nach Frankreich. Es war das längste Teilstück im Verlauf der Rundfahrt und verlief teilweise über die Strecke von Paris–Roubaix. Mit Fontaine-au-Bois, wo auch der erste Zwischensprint der Tour auf französischem Boden stattfand, passierte der Tour-Tross den Heimatort des früheren Tour-Direktors Jean-Marie Leblanc.
Gleich zu Beginn, nach sechs gefahrenen Kilometern, setzten sich die beiden Franzosen Matthieu Ladagnous und Nicolas Vogondy vom Hauptfeld ab. Vogondy war dem Angriff seines Landsmannes gefolgt. Bereits beim ersten Zwischensprint bei Kilometer 33,5 hatten sich die beiden einen Vorsprung von 11:35 Minuten herausgefahren. Auch in der Folge baute das Duo seine Führung weiter aus, da die Teams im Hauptfeld keine Ambitionen zeigten, die Ausreißer einzuholen. Erst als der Abstand auf über 13 Minuten angestiegen war, versammelten sich einige Fahrer des Team CSC an der Spitze des Pelotons und erhöhten das Renntempo. Sie stellten die Verfolgung aber alsbald ein, da der Rückstand schnell unter die Marke von acht Minuten gefallen war. Der Abstand pendelte sich daraufhin bei etwa acht bis zehn Minuten ein, ehe die Mannschaften von Crédit Agricole und Quick Step in die Tempoarbeit einstiegen und den Abstand innerhalb weniger Kilometer halbierten.
Als 61 Kilometer vor dem Ziel Stéphane Augé und Frederik Willems aus dem Hauptfeld herausfuhren, erhöhte sich die Geschwindigkeit im Peloton wieder leicht. Das Verfolgerduo schloss bereits nach 8,5 Kilometern zu den Führenden auf. Das neugebildete Quartett hatte zu diesem Zeitpunkt einen Vorsprung von etwa 2:40 Minuten, der sich, nachdem sie ihn wieder leicht ausgebaut hatten, bei etwa 3:20 Minuten konsolidierte. Erst als die Teams der Sprinter 25 Kilometer vor dem Ziel die Organisation und das Tempo im Peloton übernahmen, schmolz der Vorsprung der Ausreißer. 
Drei Kilometer vor dem Zielstrich versuchte sich Willems aus der Fluchtgruppe zu lösen, nachdem der Vorsprung unter die 30-Sekunden-Marke gefallen war. Jedoch blieb dieser so wie ein weiterer Angriff erfolglos. Fünfhundert Meter vor dem Ziel endete der Ausreißversuch dann, als Fabian Cancellara das Quartett überholte. Letztendlich sicherte sich Zeitfahrspezialist Cancellara seinen zweiten Sieg, nach dem Gewinn des Prologs, vor den Sprintern Erik Zabel und Danilo Napolitano.
In der Gesamt-, Nachwuchs- und Teamwertung gab es, wie auf den vorangegangenen Etappen auch, keine Führungswechsel. Durch die Zeitbonifikation im Ziel konnte Cancellara seinen Vorsprung in der Gesamtwertung auf 33 Sekunden gegenüber Andreas Klöden ausbauen. Auch in der Punkteklassifikation behielt Tom Boonen die Führung vor Robbie McEwen. In der Wertung um den Bergpreis übernahm der Franzose Stéphane Augé, nach dem Gewinn der einzigen Bergwertung des Tages, mit nun acht Punkten das Gepunktete Trikot.

## Aufgaben
- 119 Tomas Vaitkus – vor dem Start der Etappe, Bruch eines Daumens nach Sturz auf der 2. Etappe

## Zwischensprints

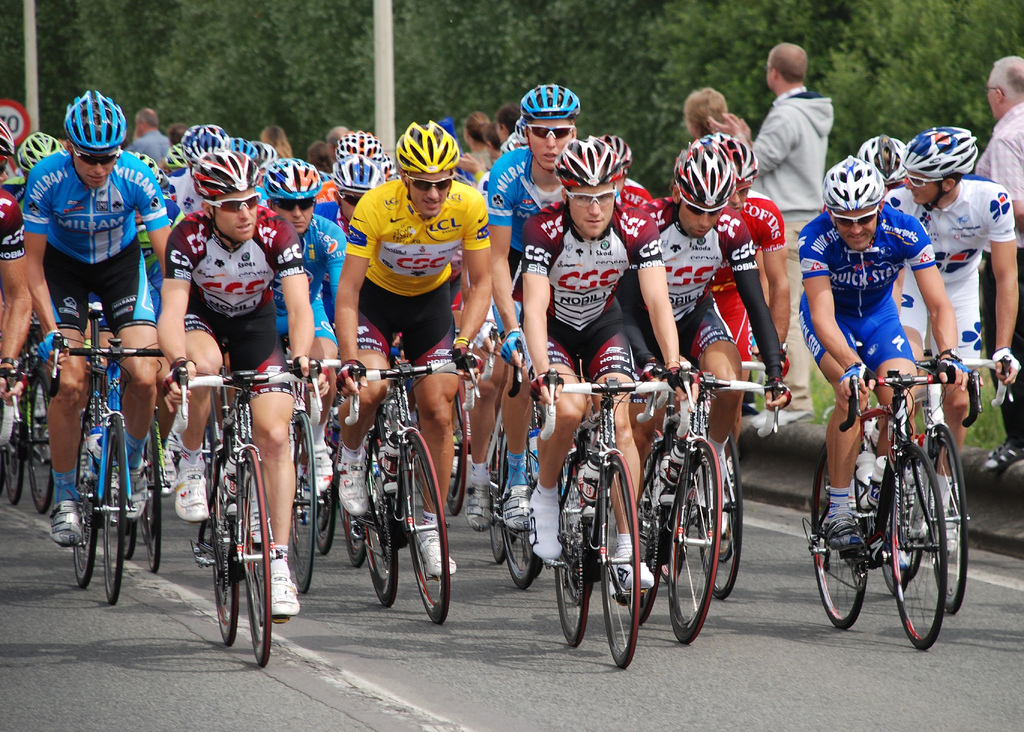
Das Hauptfeld kurz nach dem Start in Waregem mit Fabian Cancellara im Gelben Trikot

1. Zwischensprint in Tournai (Kilometer 33,5) (24 m ü. NN)
| Erster  | Nicolas Vogondy    | 6 P. und 6 s |
| Zweiter | Matthieu Ladagnous | 4 P. und 4 s |
| Dritter | Mikel Astarloza    | 2 P. und 2 s |

2. Zwischensprint in Fontaine-au-Bois (Kilometer 104,5) (171 m ü. NN)
| Erster  | Matthieu Ladagnous | 6 P. und 6 s |
| Zweiter | Nicolas Vogondy    | 4 P. und 4 s |
| Dritter | Romain Feillu      | 2 P. und 2 s |

3. Zwischensprint in Achery (Kilometer 167,5) (78 m ü. NN)
| Erster  | Nicolas Vogondy    | 6 P. und 6 s |
| Zweiter | Matthieu Ladagnous | 4 P. und 4 s |
| Dritter | Mikel Astarloza    | 2 P. und 2 s |

## Bergwertungen
Côte de Blérancourt, Kategorie 4 (Kilometer 202,5) (187 m ü. NN; 1,0 km à 4,6 %)
| Erster  | Stéphane Augé      | 3 P. |
| Zweiter | Matthieu Ladagnous | 2 P. |
| Dritter | Frederik Willems   | 1 P. |